# Thixotropie
Thixotropie (altgriechisch ἡ θίξις, tʰíx|is „das Berühren“ + Fugenlaut -o- + τροπή, trop|ḗ „Wendung; Änderung“) bezeichnet in der Rheologie eine Zeitabhängigkeit der Fließeigenschaften bei nichtnewtonschen Fluiden, bei der die Viskosität infolge andauernder äußerer Einflüsse abnimmt und erst nach beendigter  Beanspruchung wieder in die Ausgangsviskosität zurückkehrt. Vereinfacht heißt das, dass die thixotrope Flüssigkeit mit der Dauer ihrer Deformation dünnflüssiger wird.
Der Begriff wurde von Tibor Peterfi (1883–1953) und Herbert Max Finlay Freundlich (1880–1941) eingeführt.
Das gegensätzliche Verhalten zur Thixotropie wird als Rheopexie, Antithixotropie oder negative Thixotropie bezeichnet.
Nicht zu verwechseln ist thixotropes Verhalten mit der Strukturviskosität, bei der die Viskosität durch zunehmende Scherung abnimmt, bei konstanter Scherbeanspruchung aber über die Zeit konstant bleibt.

## Grundlagen

Viskositätsverlauf thixotroper und rheopexer Fluide (schematisch)

Manche nichtnewtonschen Fluide bauen bei einer konstanten Scherung mit der Zeit die Viskosität ab; nach Beendigung der Scherbelastung steigt die Viskosität zeitabhängig wieder an. Erreicht die Viskosität ihren Anfangswert nicht mehr, so bezeichnet man die Flüssigkeit als partiell thixotrop.
Die Ursache für Thixotropie und Strukturviskosität ist ähnlich: die Struktur im Fluid ändert sich unter Scherkrafteinwirkung, sodass kleinere Wechselwirkungen zwischen den Partikeln auftreten. Nach der Einwirkung der Scherkraft bilden sich diese Strukturänderungen mehr oder weniger schnell zurück.

## Beispiele
- Vertraut ist thixotropes Verhalten durch das Kneten bestimmter Knetmassen („Weichkneten“)
- Ketchup muss meist geschüttelt werden, bevor er aus der Flasche läuft, und verfestigt sich nach kurzer Ruhezeit wieder[3]
- Zahncreme soll, wenn sie aus der Tube gepresst wird, als hochpastöse Masse auf der Zahnbürste liegen. Die Relaxationszeit ist hier sehr kurz und geht in die Strukturviskosität über.[4]
- Margarine
- Rasiercreme
- Lippenstift
- „nicht-tropfende“ Wandfarbe
- Sand-Wasser-Gemische, in Ufernähe (etwa im Bereich des brandungsnassen Sandstrandes), Treibsand, Schlämme und Ähnliches wie feuchter Kaffeesatz (siehe unten).
- Fluid-Mud-Ablagerungen in den Trübungszonen bestimmter Ästuartypen
- Bei den beiden Blut-Reliquien in der Kathedrale von Neapel, die sich beim Blutwunder des Januarius zweimal jährlich verflüssigen, handelt es sich mutmaßlich ebenfalls um eine thixotrope Substanz.
- Synovialflüssigkeit in den Gelenken ist durch die darin enthaltene Hyaluronsäure thixotrop, weswegen man sich vor sportlichen Betätigungen aufwärmen soll.

Stichfester Joghurt hingegen zählt nicht zu den thixotropen Fluiden, da seine Strukturveränderungen nach dem Zerdrücken irreversibel sind, auch nicht Kondensmilch – wohl aber reines Kasein, das Klebereiweiß der Milch. Auch Honig ist nicht thixotrop: Er wird nicht durch mechanische, sondern durch thermische Einwirkung dünner – das „Festwerden“ ist eine Zuckerkristallisation.

## Technische Anwendungen
- Thixoforming ist ein Fertigungsverfahren, das eine Mischung aus Gießen und Schmieden darstellt, sehr genaue Werkstücke erlaubt und nur wenig Kraft zur Bearbeitung benötigt.
- Lacke und Dispersionsfarben können nach der Herstellung mit spezifischen Zusätzen von Kieselgelen (Celite u. ä.) thixotropiert werden.
- Druckfarben werden durch mechanische Einwirkung wie Rühren, Schütteln, Umspachteln oder Rakeln von einer festen oder pastösen Konsistenz in eine fließende Konsistenz überführt. Im Offsetdruck erledigen diese Aufgabe die Farbspaltungen im Farbwerk, verstärkt durch oszillierende Verreiberwalzen. Auf dem Bedruckstoff soll die Zügigkeit wieder zunehmen.
- Spritzlack soll beim Zerstäuben und Auftreffen sehr dünnflüssig sein, nach dem Aufspritzen allerdings möglichst schnell zähflüssig werden.
- zahnärztliche Abformmaterialien, insbesondere Polyether, sind unter Druck bei Platzierung des Abformlöffels im Mund und der damit verbundenen Kompression der Masse fließfähiger. Dies ist der Darstellung schwieriger Details durch ein besseres Anfließen zuträglich.
- Thixotropiebildner verhindern bei Korrosionsschutzölen ein Ablaufen, indem sie nach dem Aufsprühen auf Metalloberflächen scherungsbedingt ihre Konsistenz verändern
- Bohrspülungen für Tiefenbohrungen zeigen unter anderem thixotropes Verhalten. Sie fördern das Bohrklein an die Oberfläche; bei Stillstand der Spülpumpen wird durch ihre Thixotropie das Absinken des Bohrkleins zurück in den Bohrschacht verhindert, obwohl sie sich nicht aufwärts bewegen. Für das kontinentale Tiefbohrprojekt wurde eine Spülung entwickelt, um die Cuttings während des Spülvorganges an Position zu halten.
- Spezielles Bohrfluid (DeHydril HT)
- Thixotropes Gel wird zur Ummantelung des Lichtwellenleiters in Seekabeln eingesetzt.
- Zur Schmierung der Verbindung von Ankerrad zu Anker in mechanischen Uhren wird im Allgemeinen ein thixotropes Öl eingesetzt, um ein Verlaufen an den Bauteilen zu verhindern.
- Zum Verkleben von Faser-Kunststoff-Verbund-Bauteilen z. B. im Flugzeugbau wird u. a. eingedicktes und dadurch thixotrop gemachtes Kunstharz verwendet.

## Thixotropie in der Bodenkunde
In der Bodenkunde bezeichnet Thixotropie einen Vorgang in feinkörnigen, meist schluffigen oder tonigen Sedimenten, bei dem durch mechanische Beanspruchung reversible Viskositätsunterschiede auftreten. Typisch ist ein Wechsel von fest nach flüssig durch Erschütterung mit anschließender Rückkehr in den festen Zustand. Thixotrop sind beispielsweise  Lössböden, Quickerde, Quickton und Treibsand.
Ausschlaggebend für diese Eigenschaft sind Korngrößenzusammensetzung und Art der Stoffe, die das Sediment bilden. Meist sind es plättchenförmige Tonminerale, die sich – in mikroskopischem Maßstab – zunächst in alle Raumrichtungen gegeneinander abstützen. Bei Erschütterung bricht die Struktur wie ein Kartenhaus in sich zusammen, die Mineralplättchen parallelisieren sich und beginnen, da es nun keine internen Haftkräfte mehr gibt, unter Einwirkung der Schwerkraft aneinander vorbeizugleiten.
Ebenfalls in diesen Bereich zählen Massenbewegungen wässriger Substrate, also Schlammlawinen (Muren) und ähnliches, die unter der hohen mechanischen Last hochfließfähig werden.

## Thixotropie in der Schifffahrt
In der Schifffahrt wird als Thixotropie eine Grenzflächenerscheinung des Systems fest-flüssig von feinkörnigem Ladungsgut, z. B. Erzkonzentraten und Tonen, bezeichnet. Das trocken erscheinende Schüttgut kann in Abhängigkeit von seinem Feuchtigkeitsgehalt allein durch mechanische Erschütterungen wie Vibration des Schiffes breiig und flüssig werden. In der Folge kann es zu unkontrollierbarer Ladungsverlagerung kommen mit entsprechend kritischer Krängung des Schiffes bis hin zu dessen Kentern.
Die zulässige Feuchtigkeitsgrenze für den Seetransport ist der höchste Wassergehalt eines Konzentrates. Er beträgt 90 Prozent des Verflüssigungspunktes und muss vor Ladungsübernahme durch eine amtliche Expertise bestimmt werden.